# Šťovík kadeřavý
Šťovík kadeřavý (Rumex crispus) je vytrvalá, silně rozšířená plevelná bylina, druh rodu šťovík. Je považován za jednu z pěti nejrozšířenějších rostlin na světě, jeho původní areál nelze s určitosti stanovit. Roste v Evropě až po 65 ° severní zeměpisné šířky a dále, vyjma Antarktidy, se vyskytuje na všech kontinentech. V České republice je rozšířen hojně od nížin až do podhůří, v horách se objevuje jen roztroušeně.

## Ekologie
Je hojně zastoupen ve sníženinách okolo vodních toků, na vlhkých loukách, polích a pastvinách, na úhorech, rumištích, neudržovaných plochách, po okrajích cest, v okolí silážních jam, hnojišť a kalových jímek. Snáší vysokou půdní vlhkost, vyhledává narušené a na dusík a draslík bohaté půdy, nevyskytuje se na kyselých půdách. Na výživných půdách se vyvíjí v mohutnou rostlinu s vysokou konkurenční schopností a silně utlačuje jedince ostatních druhů. Vzhledem k silné rozmnožovací schopností a malé náročnosti na teplo brzy zjara na stanovištích převládnou a vytvoří husté porosty. V tropických oblastech roste málo, nejčastěji jen ve vysokých polohách.
Šťovík kadeřavý je dlouhodenní rostlinou a nejvyšší reprodukční schopnost vykazuje v červnu a červenci. Semena vyklíčí často již na podzim a do zimy vyrostou jen listová růžice a vytvoří se dlouhý kořen, teprve druhým rokem vyrostou lodyhy s květy. Po dozrání semen některé rostliny odumřou, část jich však vytvoří nové listové růžice které přežijí zimu a v dalším roce na jaře z nich opět vyrazí květné lodyhy. Životnost rostlin bývá jeden až pět let.

## Popis
Vytrvalá rostlina s 50 až 100 cm vysokou lodyhou vyrůstající z krátké, chudě větvené kořenové hlavy. Hrubý hlavní kořen bývá v suchých půdách dlouhý až 1 m a má četné rozvětvené postranní kořeny zasahující hluboko do podorniční vrstvy; ve vlhkých a nevzdušných půdách se kořen rozprostírá vodorovně nehluboko pod povrchem. Lysá, hranatá lodyha je v dolní části zhusta nahnědlá nebo načervenalá, přímá a nahoře rozvětvená v několik úžlabních, přímo odstálých, květonosných, v horní části bezlistých větví. Přízemní listy s řapíky bývají až 35 cm dlouhé a 8 cm široké, čepele mají okrouhle nebo kopinaté, na bázi klínovité, po obvodě zvlněné (kadeřavé) a na konci zašpičatělé. Lodyžní listy jsou podobného tvaru, ale menší a míň zvlněné, postupně přecházejí v úzce kopinaté listeny.
Drobné, pravidelné květy jsou sestaveny v počtu 10 až 25 v lichopřesleny prodloužených koncových nebo úžlabních květenství se šikmými nebo přitisklými větvemi. Oboupohlavné květy, asi 3 mm velké, mají za plodu dolu sehnuté stopky. Jejich okvětí má 6 lístků ve 2 kruzích, menší vnější lístky brzy opadají. Větší, vnitřní lístky, z nichž jeden (nebo všechny) je opatřen tlustým červeným mozolkem, vytrvávají a vytvářejí krovky. V květu je šest tyčinek, semeník s jedním vajíčkem je složen ze tři plodolistů a má tři štětičkovité blizny. Květy rozkvétají od června do srpna, opylovány jsou hlavně větrem. Ploidie druhu je 2n = 60.
Plody jsou trojboké, hnědé až rezavé, podlouhlé, vejčité nažky asi 2 mm dlouhé, které jsou uzavřeny v křídlatých, srdčitě okrouhlých, celokrajných, trojbokých krovkách. Na jedné nebo všech třech krovkách je kulovitý mozolek vyplnění vzduchem. Nažky jsou rozdílné co do velikosti a hmotnosti, nažky z konce květenství bývají menší a lehčí.

## Hybridizace
Šťovík kadeřavý se často úspěšně kříží s jinými druhy podrodu Rumex, jen v české přírodě byly zjištěny tyto jeho hybridy:
- Rumex ×conspersus (R. aquaticus × R. crispus)
- Rumex ×fallacinus (R. crispus × R. maritimus)
- Rumex ×intercedens (R. crispus × R. stenophyllus)
- Rumex ×pratensis (R. crispus × R. obtusifolius)
- Rumex ×propinquus (R. crispus × R. longifolius)
- Rumex ×sagorskii (R. crispus × R. sanguineus)
- Rumex ×schreberi (R. crispus × R. hydrolapathum)
- Rumex ×schulzei (R. conglometatus × R. crispus)

## Rozmnožování
Hlavní způsob rozšiřování šťovíku kadeřavého je generativní, semeny. Na jedné rostlině se utvoří až 5 tisíců semen, která často zůstávají dlouho na rostlině. Semena dobří klíčí, nejlépe z hloubky do 1 cm, v hloubce nad 5 cm již nevyklíčí, dokáží však zůstat životaschopné po dobu až deseti let. Nažky jsou, za pomoci krovek a mozolků, intenzivně šířeny i do vzdáleného okolí větrem či odplavovány vodou. Na čistá pole se dostávají např. s osivem jetelovin, statkovými hnojivy i komposty. Semena bez poškození projdou zažívacím traktem býložravců i ptáků.
Méně častější způsob rozšiřování po poli je roznesení drobných části dlouhého, tuhého kůlovitého kořene při orbě. Dobrou regenerační schopnost má pouze vrcholová část hlavního kořene a segmenty delší než 4 cm. Rostliny vzešlé z kořenových úlomků jsou však velmi citlivé k herbicidům a náchylné na zmrznutí.

## Možnost záměny
Šťovík kadeřavý je morfologicky velmi podobný šťovíku tupolistému (Rumex obtusifolius). Šťovík kadeřavý se odlišuje slabším větvením lodyhy i kořene, užšími a zkadeřenými listy a má nažky uzavřené v krovkách, jež jsou po obvodě celokrajné bez zoubků. Oba druhy často vyrůstají na stejném stanovišti a vzájemně se kříží, dochází i k problémům při jejich určování.

## Význam
Tato rostlina bezesporu patří mezi velmi nebezpečné plevelné druhy na lukách, pastvinách a polích s víceletými pícninami, jeho příměs snižuje krmnou hodnotu píce. Zapleveluje také okopaniny a jednoleté obilniny, je často šířen s nečištěným osivem. V minulosti byla jeho nať využívána k výrobě homeopatických léků. Je jednou ze živných rostlin pro housenky motýla ohniváčka černočárného.

## Galerie

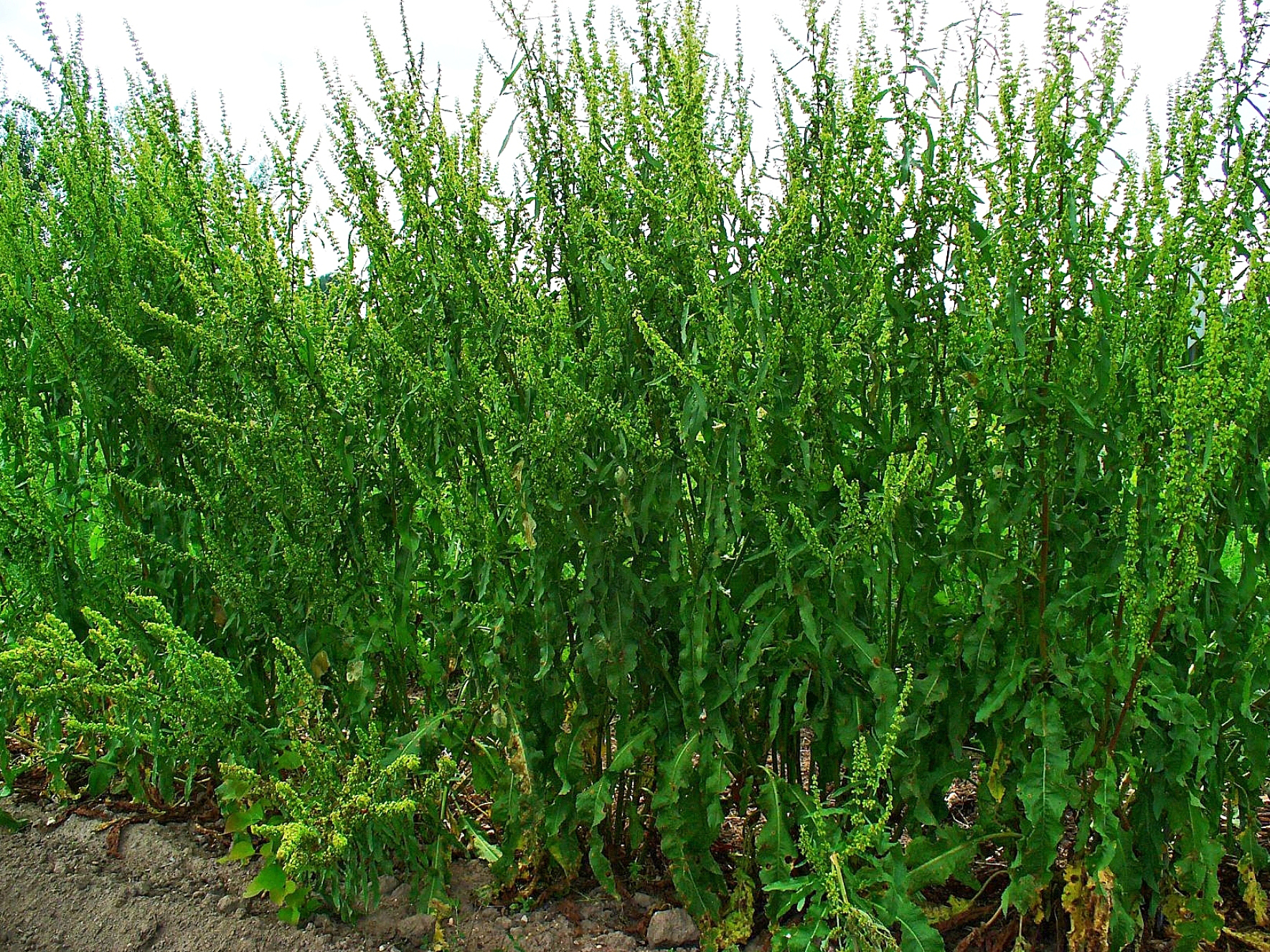
Porost šťovíku kadeřavého
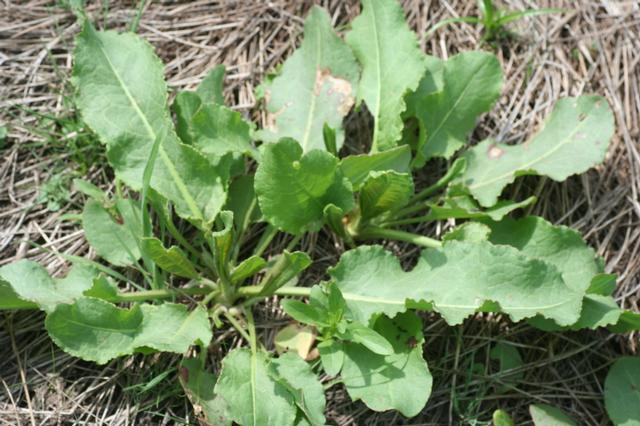
Přízemní listy
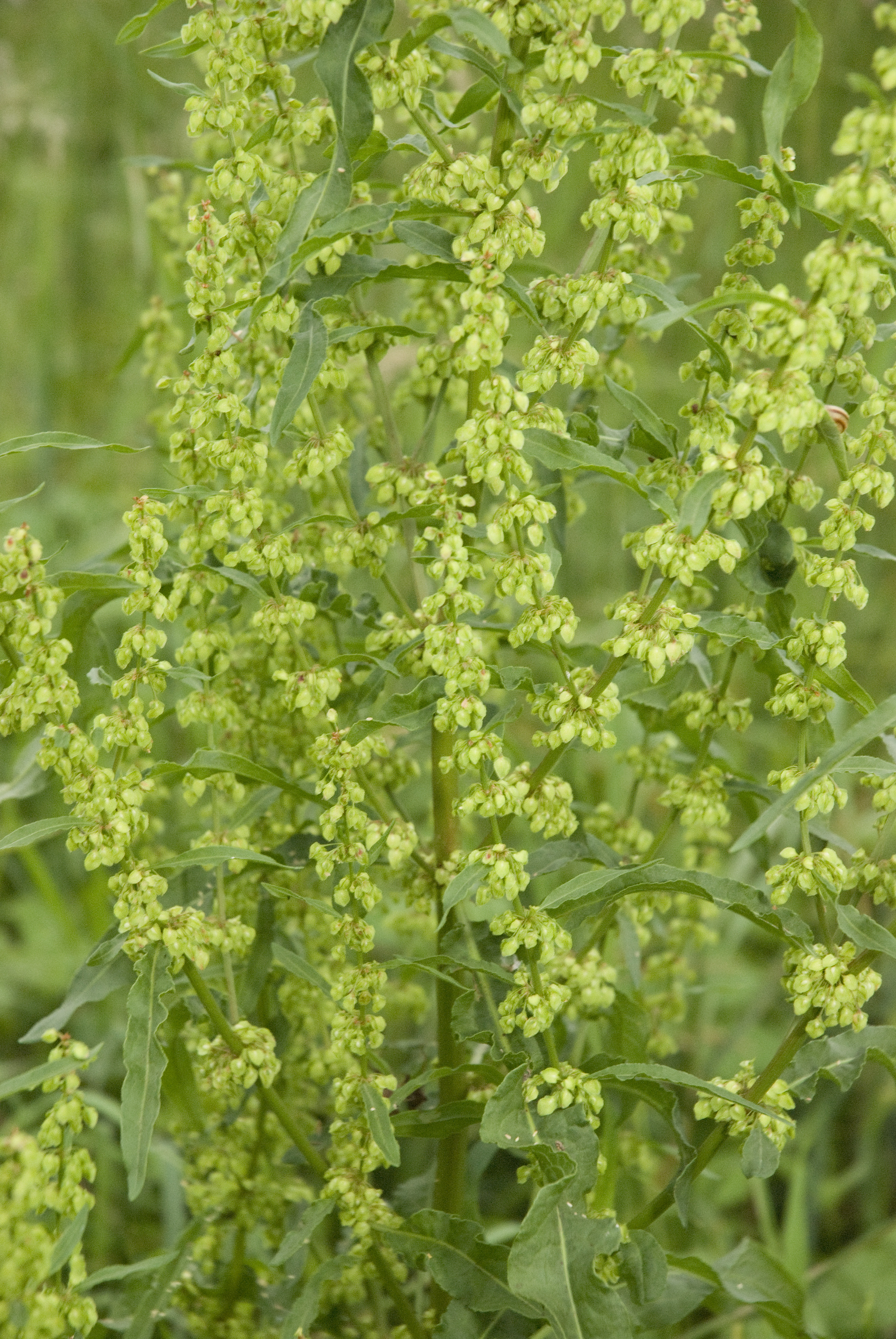
Květenství
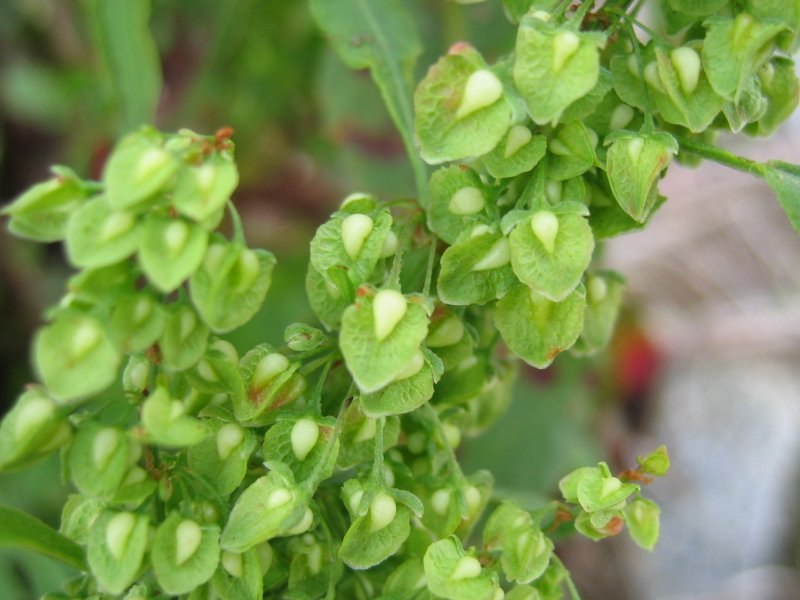
Nezralé plodenství
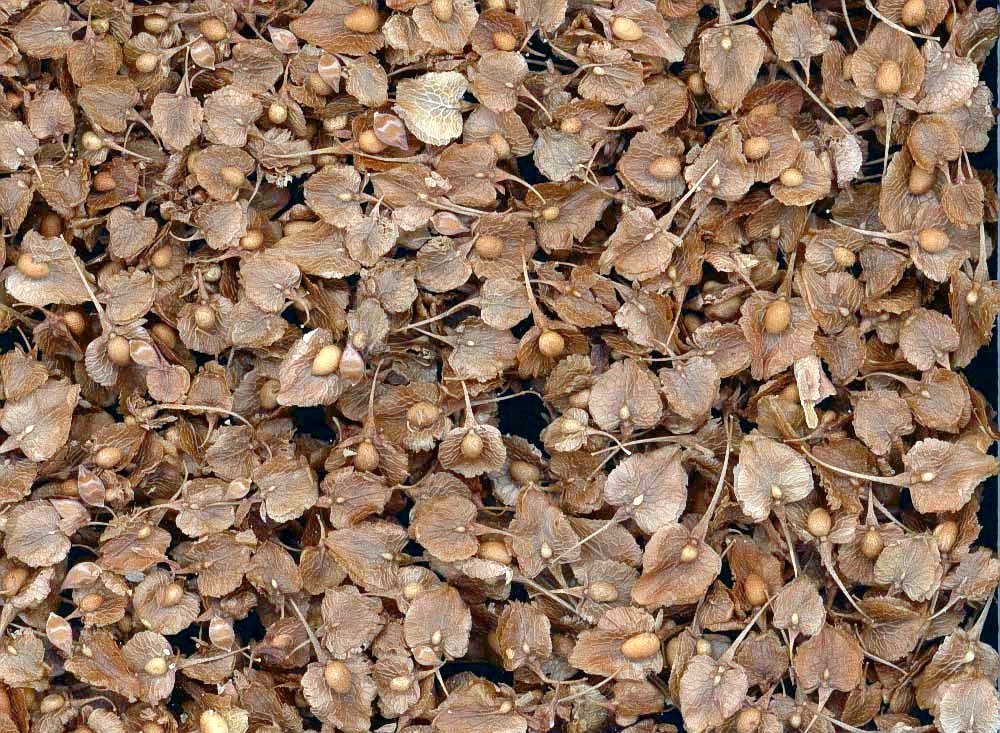
Křídlaté nažky